# Krzysztof Przecławski
Krzysztof Konstanty Przecławski (ur. 23 maja 1927 w Warszawie, zm. 15 stycznia 2014) – polski socjolog, specjalista w zakresie socjologii turystyki i socjologii wychowania, prof. dr hab., założyciel Międzynarodowej Akademii Studiów nad Turystyką oraz wieloletni dyrektor Instytutu Turystyki.
Był wykładowcą między innymi Instytutu Profilaktyki Społecznej i Resocjalizacji Wydziału Stosowanych Nauk Społecznych i Resocjalizacji Uniwersytetu Warszawskiego, Wydziału Pedagogicznego Wyższej Szkoły Humanistycznej im. Aleksandra Gieysztora w Pułtusku oraz wykładowcą i rektorem  Wyższej Szkoły Organizacji Turystyki i Hotelarstwa w Warszawie. Wyróżniony został doktoratem honoris causa Akademii Wychowania Fizycznego w Krakowie. Mąż profesor Anny Przecławskiej.